# Ozero Bolnyro
Ozero Bolnyro (ryska: Озеро Болныро) är en sjö i Belarus.   Den ligger i voblasten Vitsebsks voblast, i den norra delen av landet, 220 km nordost om huvudstaden Minsk. Ozero Bolnyro ligger 136 meter över havet. Arean är 2,4 kvadratkilometer. Den sträcker sig 1,8 kilometer i nord-sydlig riktning, och 1,9 kilometer i öst-västlig riktning.
I omgivningarna runt Ozero Bolnyro växer i huvudsak blandskog. Runt Ozero Bolnyro är det ganska glesbefolkat, med 45 invånare per kvadratkilometer.